# Ханнелора
Ха́ннелора (нем. Hannelore) — немецкое женское имя. Двойное имя, сложенное из Ханне (Иоганна) и Лора (Элеонора).
Популярность имени выросла в 1910—1920-х годах. В середине 1940-х годов имя входило в десятку самых распространённых имён. С середины 1950-х годов его популярность сильно снизилась.
Варианты имени: Annelore, Halo, Loki.

## Некоторые носители имени
- Ханнелора Анке (* 1957), немецкая спортсменка
- Ханнелора Коль (1933—2001), супруга Гельмута Коля
- Ханнелора Шмац (1940—1979), немецкая альпинистка
- Ханнелора Вернер (* 1942), немецкая автогонщица